# Миллар, Эми
Эми Миллар (англ. Amy Millar; 14 февраля 1977, Оттава, Канада) — канадская конница, участница Олимпийских игр 2016.

## Биография
Родилась в 1977 году в Оттаве, в семье Иана Миллара. Её отец также был конником и является рекордсменом по количеству участий в Олимпийских играх (10 раз). Старший брат Эми — Джонатон (р. 1974), также занимается конным спортом.
В 2016 году Эми вошла в состав сборной Канады на Олимпийские игры в Рио-де-Жанейро. На соревнованиях она выступила в двух дисциплинах: личном конкуре, где дошла до третьего раунда и заняла 38 место, и командном конуре, где с партнёрами по сборной заняла 4 место.
В 2017 году стала чемпионкой Канады, в 2018 году заняла второе место.